# Distretti di conservazione statunitensi
Distretti di conservazione sono amministrazioni che forniscono l'assistenza tecnica e gli strumenti per gestire e proteggere i terreni e le acque degli Stati Uniti e delle sue aree insulari. Ce ne sono più di 3.000 in tutto il territorio. A seconda dello Stato in cui si trovano possono anche essere conosciuti come distretti di conservazione dell'acqua e del suolo, distretti di conservazione del suolo, distretti di conservazione delle risorse o con altri nomi simili. A livello nazionale e all'interno di ciascuno Stato, i distretti sono generalmente coordinati da associazioni non governative.